# Friedrich III. (Leiningen)

Stammwappen der Leininger

Friedrich III. von Leiningen († 1287), der sich nach dem Erwerb der lothringischen Dagsburg auch Friedrich III. von Leiningen-Dagsburg nannte, führte den Titel des Grafen von Leiningen von 1237 bis zu seinem Tod.

## Familie
Friedrich III. war der ältere Sohn von Graf Friedrich II. († 1237), dem Stammvater des zweiten Leininger Grafengeschlechts und dessen Frau Agnes von Eberstein, Schwester des Grafen Eberhard IV. von Eberstein und Cousine der Hl. Hedwig. Sein Bruder Berthold von Leiningen amtierte als Bischof von Bamberg, ein anderer Bruder, Heinrich von Leiningen, war Bischof von Speyer, welches Amt zuvor schon ihr Onkel Konrad von Eberstein bekleidete; der Großonkel Poppo von Meran war ebenfalls Bischof von Bamberg.
Nachdem der Vater 1237 verstorben war, teilte der Speyerer Bischof Konrad V. von Eberstein die Leininger Grafschaft zwischen Friedrich III. und seinem Bruder Emich IV., der die Landecker Linie stiftete. Auf dem Siegel der Teilungsurkunde erscheint erstmals das Leininger Wappen mit den drei Adlern.
Spätestens 1245 ehelichte Friedrich die Gräfin Adelheid von Kyburg, Cousine König Rudolfs I. von Habsburg, Nichte des Metzer Bischofs Jakob von Lothringen und Enkelin Herzogs Friedrich II. von Lothringen. Einzige Nachkommen waren Friedrich IV. und der nur einmal, 1281, in einer Urkunde als Zeuge genannte Konrad.

## Regierungszeit
Die Stammburg Altleiningen wurde zum gemeinschaftlichen Besitz der beiden Brüder, da aber Friedrich III. sie nicht zusammen mit seinem Bruder Emich IV. bewohnen wollte, erbaute er sich von 1238 bis 1241 unweit davon die Burg Neuleiningen. Wahrscheinlich gründete er auch die gegenüberliegende Burg Battenberg. In seiner Regierungszeit endete 1249 der Streit mit der Abtei Limburg wegen des Baus der Hardenburg.
Friedrich III. konnte das Herrschaftsgebiet und die Rechte der Leininger erheblich ausweiten. Der Bischof von Straßburg verweigerte dem Grafen zunächst das Lehen der lothringischen Grafschaft Dagsburg samt der gleichnamigen Burg, auf das er nach einem Erbfall Anspruch erhob. Erst als sich Kaiser Friedrich II. zugunsten des Leiningers einsetzte, wurde das Lehen 1241 an die Leininger übertragen. 1242 erwarb Friedrich von Kurköln das Lehen an der Vogtei Guntersblum.
1254 trat der Graf dem Rheinischen Städtebund bei; sein Bruder Emich schlug sich jedoch auf die Gegenseite. Ein Vergleich beendete 1256 die Differenzen zwischen beiden Geschwistern.
Sein Verwandter, König Rudolf I. von Habsburg belehnte Friedrich III. 1274 mit der Burg Lindelbrunn und übertrug ihm 1275 das Amt des Landvogtes im Speyergau sowie den Schutz der Abtei Otterberg. 1277 war Friedrich königlicher Landrichter. 1278 wurde er von Pfalzgraf Ludwig II. als Burgmann in Alzey eingesetzt und 1281 ernannte ihn König Rudolf zum Burggrafen in Hagenau.
Bereits im Jahre 1271 scheint Graf Friedrich eine Pilgerreise ins Hl. Land unternommen zu haben, da ihm dort am 6. September des Jahres, der Dominikanerpater Johannes, Erzbischof von Tyrus, diverse Reliquien für das Kloster Höningen in der Wormser Diözese übergab und den Verehrern der Heiligtümer bzw. den Guttätern des Klosters, vorbehaltlich der Zustimmung des Ortsbischofs, einen Ablass verlieh.
Friedrich verstarb im Jahre 1287 und wurde in Höningen beigesetzt. Das Todesjahr seiner Frau ist nicht bekannt.